# Robinwood
Robinwood – jednostka osadnicza w Stanach Zjednoczonych, w stanie Maryland, w hrabstwie Washington.